# Langebaan Country Club
De Langebaan Country Club is een countryclub in Langebaan, Zuid-Afrika. De club is opgericht in 1990 en heeft een 18-holes golfbaan met een par van 72.
De golfbaan werd ontworpen door de golfbaanarchitect William Kerr en de fairways zijn beplant met kikuyugras, een tropische grassoort, en de greens met struisgras.
Naast een golfbaan, heeft de club ook bowling- en tennisbanen.

## Golftoernooien
- Lombard Tyres Classic: 1995-1997 & 1999-2000